# Ларс-Ерик Ларсон
Ларс-Ерик Ларсон (на шведски: Lars-Erik Larsson) е шведски композитор и диригент.
Роден е на 15 май 1908 година в Окарп в работническо семейство. През 1929 година завършва Кралското музикално висше училище в Стокхолм. Утвърждава се като един от водещите шведски композитори на класическа музика, съчетавайки в работите си разнородни влияния, от късния Романтизъм до Модернизма. Преподава в Кралското музикално висше училище (1947 – 1959) и Упсалския университет (1961 – 1966).
Ларс-Ерик Ларсон умира от диабет на 27 декември 1986 година в Хелсингбори.